# Sylvisorex johnstoni
Sylvisorex johnstoni» es una especie de musaraña de la familia Soricidae.

## Distribución geográfica
Se encuentra en Burundi, Camerún, República Centroafricana, República del Congo, República Democrática del Congo, Guinea Ecuatorial (Río Muni), Gabón, Ruanda, Tanzania y Uganda.

## Hábitat
Su hábitat natural son: bosques y montañas húmedas subtropicales o tropicales.

## Estado de conservación
Se encuentra amenazada de extinción por la pérdida de su hábitat natural.